# Осталувек
Осталувек (пол. Ostałówek) — село в Польщі, у гміні Хлевіська Шидловецького повіту Мазовецького воєводства.
Населення — 319 осіб (2011).
У 1975-1998 роках село належало до Радомського воєводства.

## Демографія
Демографічна структура станом на 31 березня 2011 року:
|          | Загалом | Допрацездатний вік | Працездатний вік | Постпрацездатний вік |
| -------- | ------- | ------------------ | ---------------- | -------------------- |
| Чоловіки | 160     | 30                 | 116              | 14                   |
| Жінки    | 159     | 39                 | 79               | 41                   |
| Разом    | 319     | 69                 | 195              | 55                   |